# 建生電子
建生電子集團有限公司（除牌當時為0499.HK）-- 前香港主版上市公司，創辦於1987年，當時是香港電子公司。
1995年，公司發生財政問題，向香港高等法院清盤，1998年，被由地產商百利好集團代替上市，之後變成為華脈無綫通信。

## 外部連結
- 證監會年報（提及建生電子被檢控）